# Tom Byron
Tom Byron, född 4 april 1961, är en amerikansk porrskådespelare, som sedan 1982 medverkat i 1 127 pornografiska filmer. Han har även regisserat och producerat sådan film, och är alltjämt aktiv i branschen. Under 1980-talet medverkade han bland annat i incestrelaterade filmer, samt i filmer där Traci Lords medverkade.